# Guy Lacombe
Guy Lacombe (ur. 12 czerwca 1955 roku w Villefranche-de-Rouergue) – francuski piłkarz i trener piłkarski. Mimo dużego doświadczenia trenerskiego jego największym sukcesem jest zdobycie Pucharu Francji z Paris Saint-Germain. Wcześniej zdobył także Puchar Ligi Francuskiej z FC Sochaux-Montbéliard.

## Osiągnięcia jako piłkarz
- Mistrzostwo olimpijskie: 1984 w barwach Francji
- Mistrzostwo Francji: 1977 z FC Nantes.

## Osiągnięcia jako trener
- Puchar Francji: 2006 z Paris Saint-Germain.
- Puchar Ligi Francuskiej: 2004 z FC Sochaux.
- Finał Pucharu Ligi Francuskiej: 2003 z FC Sochaux.